# Canillas de Río Tuerto
Canillas de Río Tuerto är en kommun i Spanien. Den ligger i den autonoma regionen La Rioja i norra delen av landet, 230 km nordost om huvudstaden Madrid. Antalet invånare är 44 (2024).